# 브라보 요새의 탈출
브라보 요새의 탈출(Escape From Fort Bravo)은 미국에서 제작된 존 스터지스 감독의 1953년 영화이다. 윌리엄 홀든 등이 주연으로 출연하였고 Nicholas Nayfack 등이 제작에 참여하였다.

## 줄거리
엄격한 규율을 가진 연합군 포로 수용소로, 로퍼 대위(윌리엄 홀든)가 이를 관리하고 있다. 어느 날 아름다운 여성, 칼라 포레스터(엘리너 파커)가 친구의 결혼식을 돕기 위해 방문하는데, 사실 그녀의 진짜 목적은 이전 연인이었던 남부연합군 존 마쉬 대위(존 포사이드)를 비롯한 포로들의 탈출을 돕는 것이었다. 예상치 못하게 칼라는 네 명의 남부연합군 포로들과 함께 탈출하며, 로퍼는 그녀를 되찾고 탈출한 병사들을 다시 포로로 잡기 위해 추격에 나선다.
로퍼는 결국 탈출한 이들을 붙잡지만, 기지로 돌아가던 중 메스칼레로 아파치족의 습격을 받는다. 이 부족은 연합군과 남부연합군 모두를 적대시하며, 로퍼와 포로들은 얕은 웅덩이에서 포위되어 목숨이 위태로운 상황에 처한다. 로퍼는 포로들을 풀어 무장을 시키지만, 여전히 전세는 불리하다. 한밤중에 떠돌던 말 한 마리가 돌아오자 겁쟁이로 알려진 베일리(존 럽튼)는 도망친다. 캠벨(윌리엄 드마레스트), 영(윌리엄 캠벨), 기오와족 안내인 등 일행이 하나둘씩 전사하고, 마쉬와 비처 중위(리처드 앤더슨)도 부상을 입는다.
다음 날 아침, 로퍼는 칼라와 부상을 입은 비처를 구하기 위해 홀로 나서고, 자신이 유일한 생존자인 것처럼 위장한다. 그는 결국 부상을 입지만, 기적적으로 기병대가 나타나 구출에 성공한다. 로퍼는 도움을 요청한 베일리에게 감사를 표하며, 마쉬는 마지막 순간에 베일리가 겁쟁이가 아니라는 사실을 인정하며 미소를 짓고 숨을 거둔다.

## 출연

### 주연
- 윌리엄 홀든
- 엘레노 파커

### 조연
- 존 포사이스
- 윌리엄 드마레스트
- 윌리엄 캠벨
- 폴리 버겐
- 리차드 앤더슨
- 칼 벤톤 라이드
- 존 루프튼

## 제작진
- 미술: 말콤 브라운
- 미술: 세드릭 기븐스
- 의상: 헬렌 로즈